# 里奧布蘭科 (馬塔加爾帕省)
里奧布蘭科（西班牙語：Río Blanco），是尼加拉瓜的城鎮，位於該國中部，由馬塔加爾帕省負責管轄，始建於1974年，面積663平方公里，海拔高度275米，2005年人口30,785，人口密度每平方公里46.43人。
12°56′N 85°13′W / 12.933°N 85.217°W